# Pedro del Hierro
Pedro del Hierro (Madrid, 3 de outubro de 1948 — Madrid, 3 de abril de 2015) foi um designer espanhol de alta costura, caracterizado pela modernidade e exclusividade de seus projetos.

## Biografia
Desde muito jovem, o estilista madrilenho, foi um grande visionário e anunciou que os seus designers "será sempre uma forma de expressão que ajudará a buscar as melhores qualidades de si mesmo". Em 1974 apresentou sua primeira coleção e anos mais tarde, com 28, foi o membro mais jovem da Câmara Alta de Costura. A sua grife que leva seu próprio nome, Pedro del Hierro, se incorporou exclusivamente ao Grupo Cortefiel (1989) que passou a ser proprietário da grife (1992) que está presente em mais de 30 países. Pedro foi o primeiro designer espanhol que conjugou a  alta costura ao prêt-à-porter e também o primeiro com loja própria em grandes armazéns. Pedro del Hierro deixou de apresentar suas coleções em desfiles de moda em 2002, quando começou a ter problemas de saúde, e anunciou sua aposentadoria em 2011.
Pedro del Hierro morreu em Madrid, devido a complicações cardíacas.